# Antonio González (ur. 1966)
Antonio González Hernández (ur. 17 stycznia 1966 w Santa Catarina) – były meksykański piłkarz występujący najczęściej na pozycji prawego obrońcy.